# Trichocerca flava
Trichocerca flava är en hjuldjursart som först beskrevs av Voronkov 1907.  Trichocerca flava ingår i släktet Trichocerca och familjen Trichocercidae. Inga underarter finns listade i Catalogue of Life.